# Come Alive (Pendulum)
Come Alive è un singolo del gruppo musicale australiano Pendulum, pubblicato il 15 aprile 2021 come terzo estratto dal secondo EP Elemental.

## Descrizione
Il brano presenta sonorità marcatamente rock elettronico, con riff di chitarra e di sintetizzatore ispirati rispettivamente all'heavy metal e alla dance.

## Video musicale
Il video, pubblicato il 16 aprile 2021, è un collage di vari filmati tratti dal concerto tenuto all'SW4 Festival di Londra del 2019, evento al quale il gruppo si è esibito da headliner.

## Tracce
1. Come Alive – 3:53